# Diduga rufidiscalis
Diduga rufidiscalis är en fjärilsart som beskrevs av George Francis Hampson 1897. Diduga rufidiscalis ingår i släktet Diduga och familjen björnspinnare. Inga underarter finns listade i Catalogue of Life.